# Nachläufer (Transport)

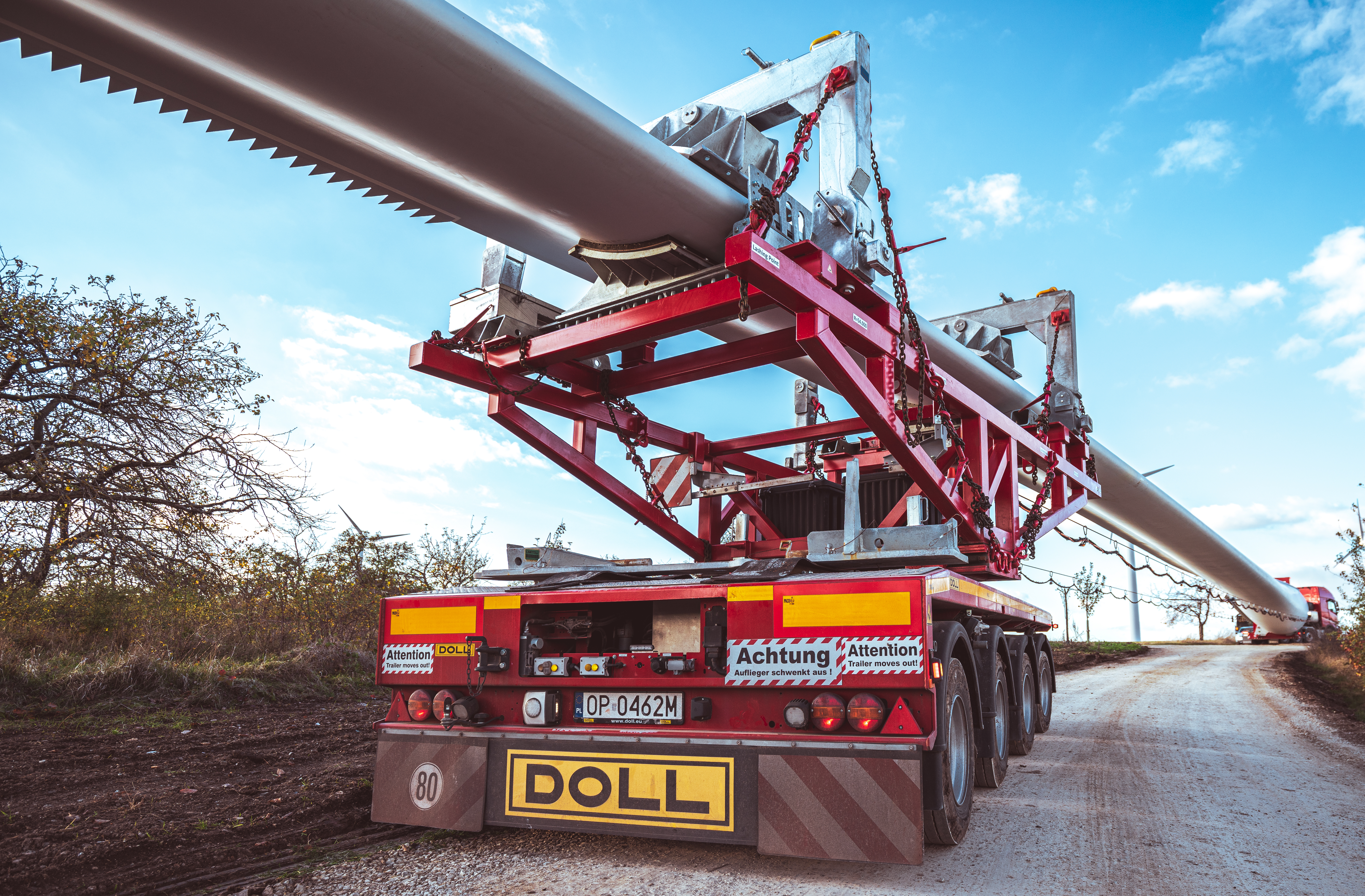
Nachläufer von Doll

Als Nachläufer bezeichnet man im Transportwesen vorrangig im Langmaterialtransport eingesetzte Fahrzeuganhänger, die nur durch die Ladung mit dem Zugfahrzeug verbunden sind. Die Kombination aus Zugfahrzeug und Nachläufer wird als Brückenzug bezeichnet. Nachläufer werden für den Transport besonders langer Güter, wie Holzstämme oder Fertigbauteile verwendet.

## Geschichte und Technik

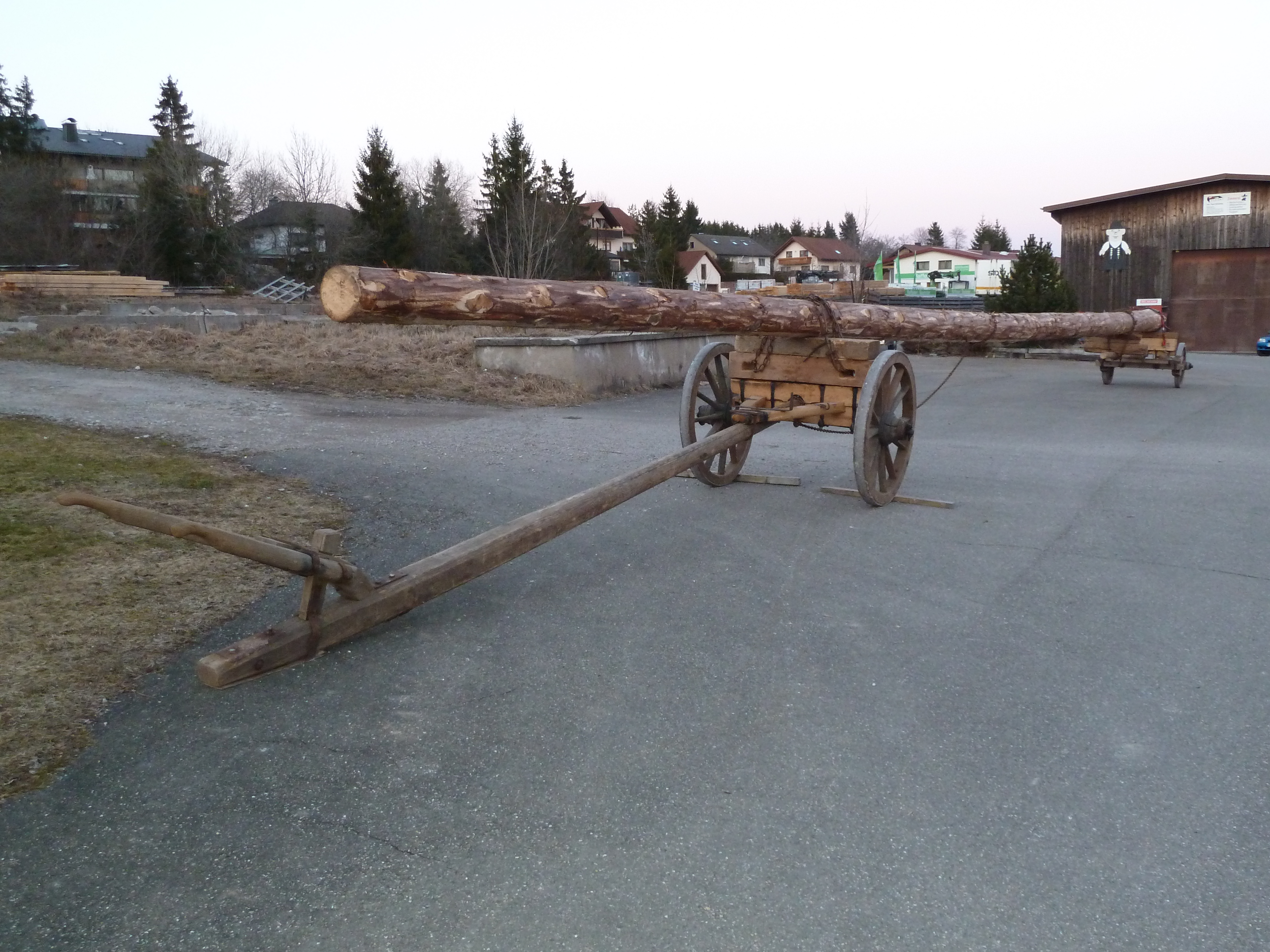
Einachsiger Nachläufer ohne Lenkung, vorn die vom Schwigger bediente Deichsel

Nachläufer waren bis zum 19. Jahrhundert meist einachsig. Die ursprünglichen starren Nachläufer bewirkten ein Abrücken von der Kurveninnenkante durch eine Schleppkurve mit eigener Fahrspur. Die Lenkung erfolgte durch einen der Fuhre hinterher gehenden Begleitmann, dem Schwigger, Starzer oder Wäpfer.
Um in engen Kurven Rundhölzer besser und präziser lenken zu können, wurden die Nachläufer ab 1900 mit einer Lenkung mittels eines Drehschemels versehen, die vom Schwigger, neben bzw. unter der Ladung sitzend, mit einem Steuerrad bedient wurde. Nach dem Zweiten Weltkrieg wurden zwei- und dreiachsige Nachläufer entwickelt, die vom Führerhaus aus lenkbar sind. Bei Schwertransport-Nachläufern wird die Lenkung meist durch eine Fernsteuerung abseits der Ladung bedient.
Der Nachläufer ist im beladenen Zustand meist mit einem Zentralrohr oder einem Drahtseil zusätzlich am Zugfahrzeug gesichert.
Als Nachläufer werden bei Gelenkbussen auch die hinteren Teile bezeichnet, die mit einer oder zwei Achsen versehen und mit einem Gelenk mit dem Vorderwagen verbunden sind. Bis zur Entwicklung von Schubgelenkbussen in den 1970er Jahren durch die Fahrzeugwerkstätten Falkenried (FFG) besaßen die Nachläufer der Gelenkbusse keinen eigenen Antrieb, sie wurden vom Motorwagen gezogen und besaßen meist eine Achse, deren Räder mitgelenkt wurden.
Ein spezieller Nachläufer für Zugfahrzeuge ist der Dolly für Sattelauflieger.

## Hersteller (Auswahl)
- Doll Fahrzeugbau
- Faymonville Gruppe
- Goldhofer
- Scheuerle Fahrzeugfabrik

## Galerie

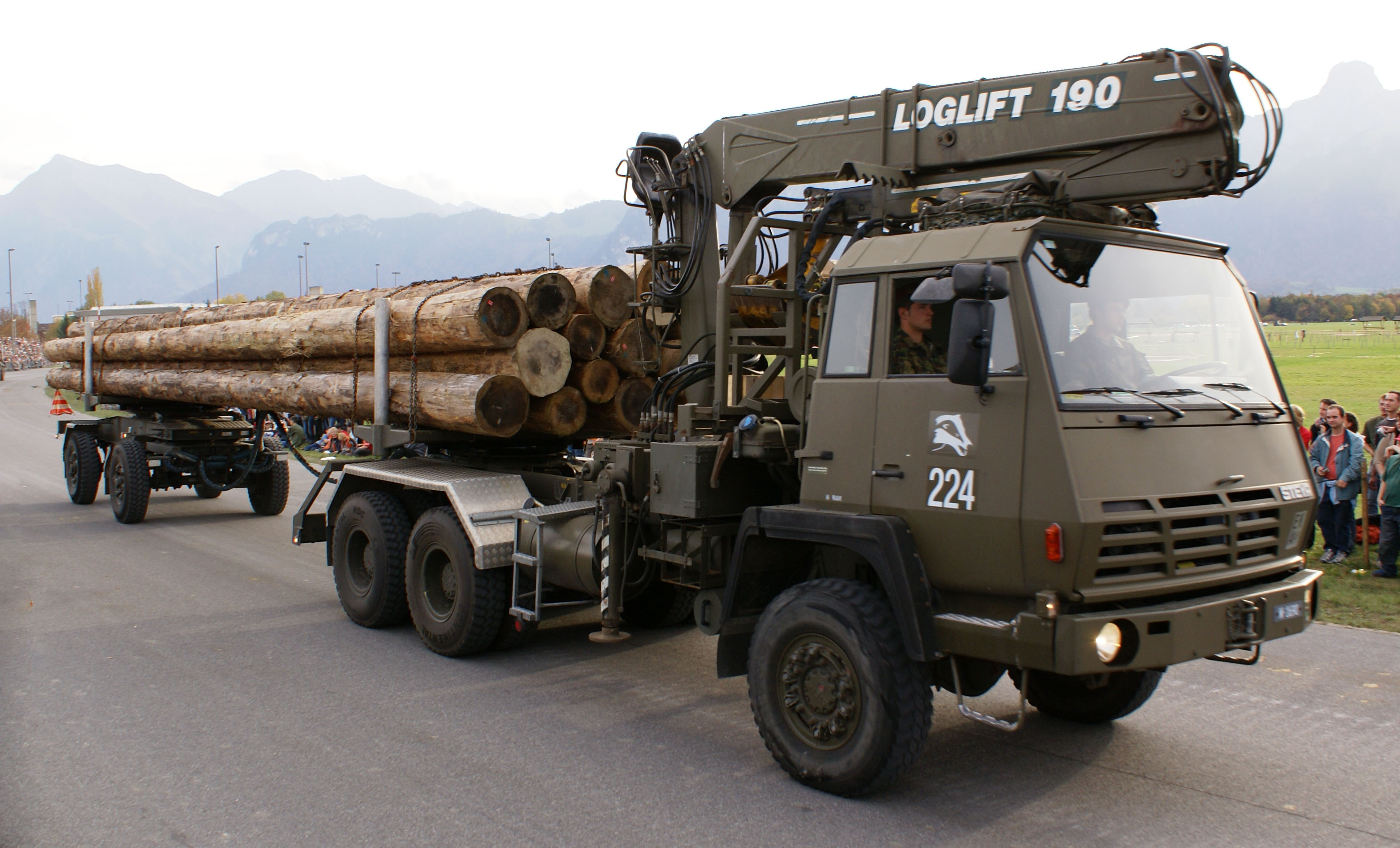
Langholzwagen der Schweizer Armee mit zweiachsigem Nachläufer
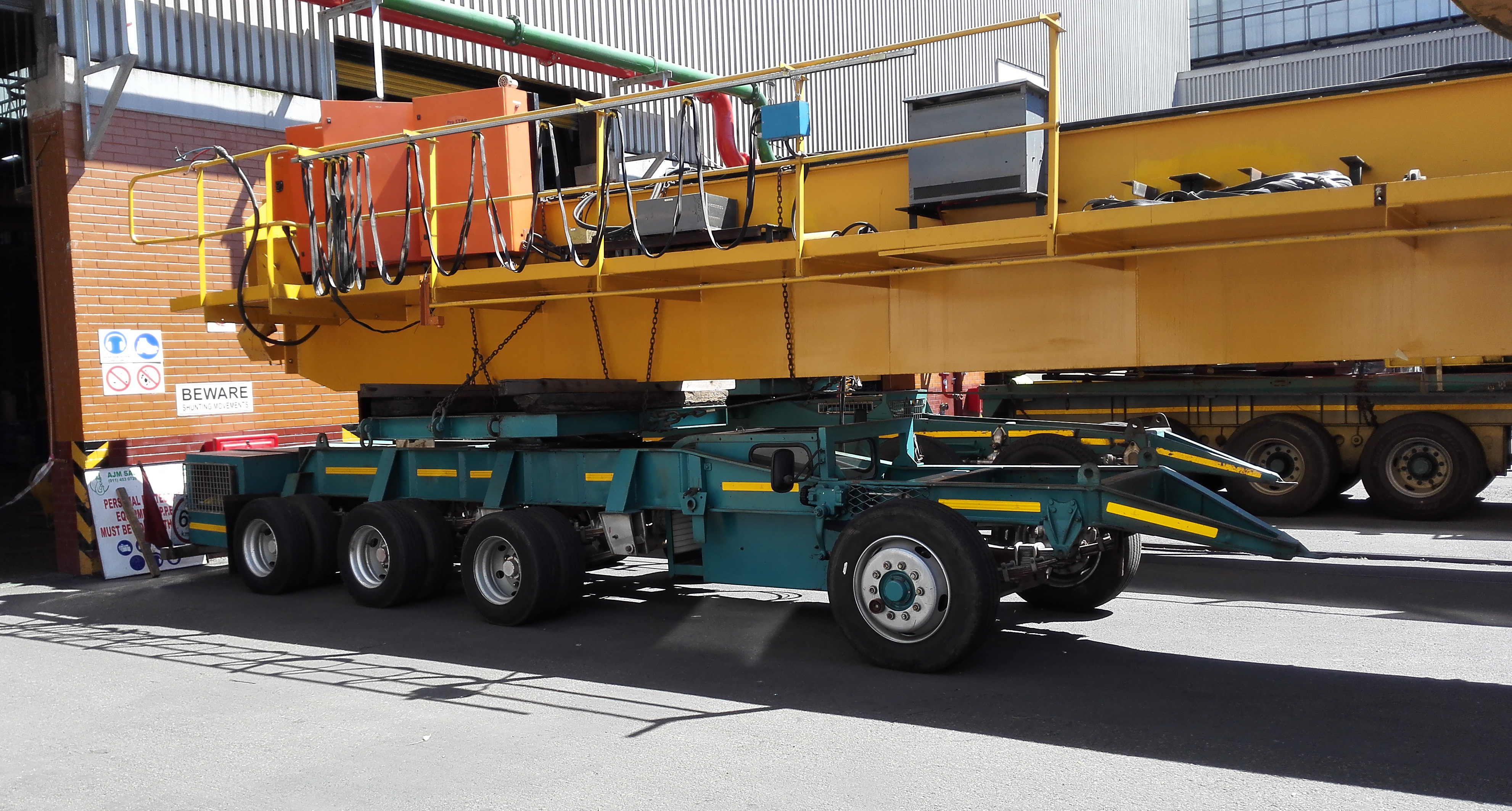
Nachläufer für den Transport von Kranbrücken. Die Lenkung wird durch einen Schwigger bedient, dessen Kabine unter der Ladung hinter der ersten Achse des Nachläufers sitzt.
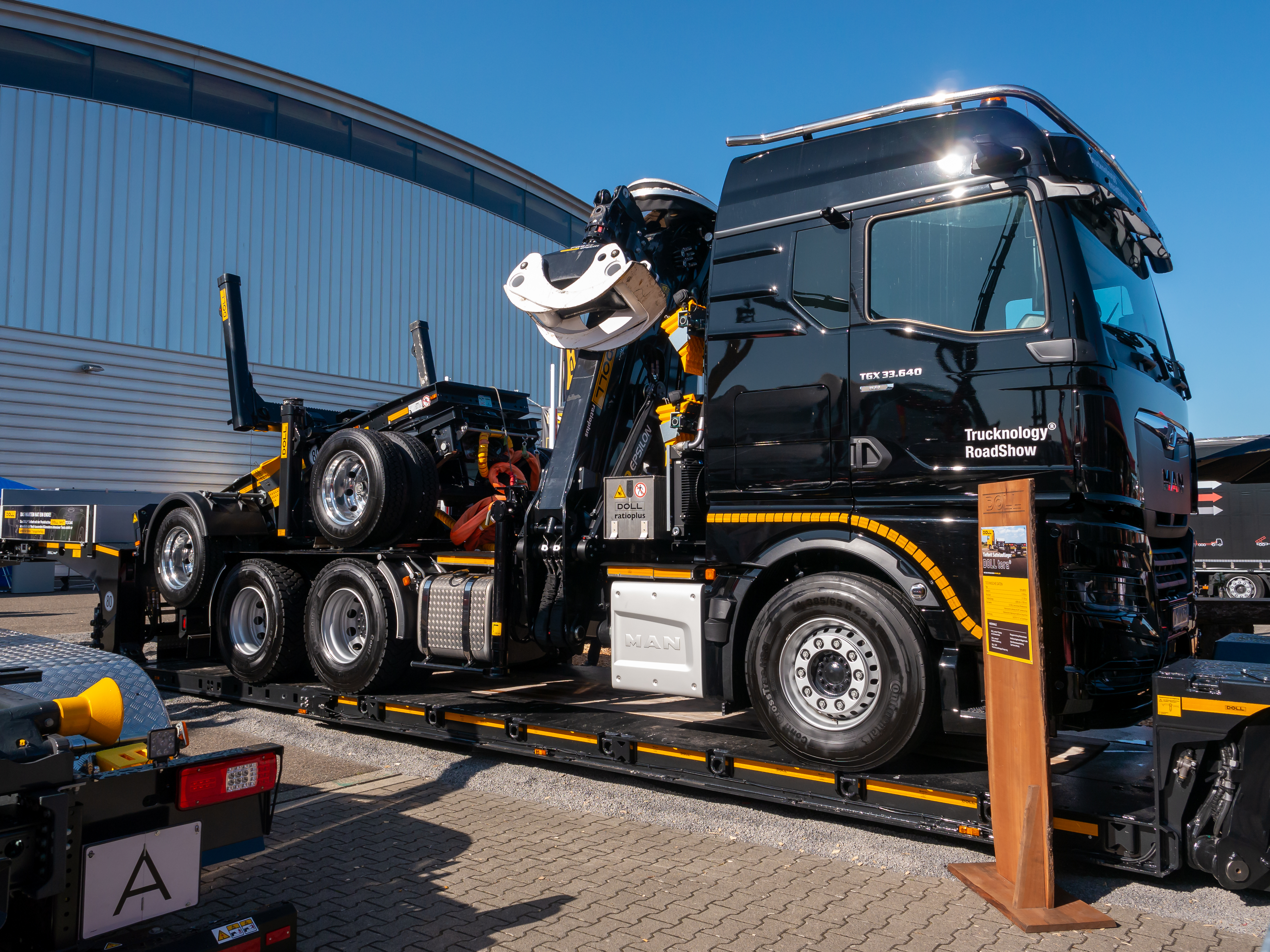
Zugfahrzeug nimmt den Nachläufer Huckepack